# Польская улица (Одесса)
Польская улица — короткая (325 м) улица в Одессе, в исторической части города, идёт от Еврейской улицы и у пересечения с улицей Бунина переходит в улицу Польский спуск.

## История
Улица проходит по левому склону Карантинной балки. С начала XIX века была местом компактного поселения поляков. На карте города с 1805 года.
В 1924 году переименована в улицу Кангуна в честь Моисея Исааковича Кангуна, начальника штаба Красной гвардии, смертельно раненного на Ланжероновской улице 1 декабря 1917 года. 4 мая 1961 году улица получила имя итальянского революционера Гарибальди, который бывал в Одессе.
Историческое название улице возвращено 24 декабря 1997 года.

## Достопримечательности
- Дом 10 — Доходный дом Питса

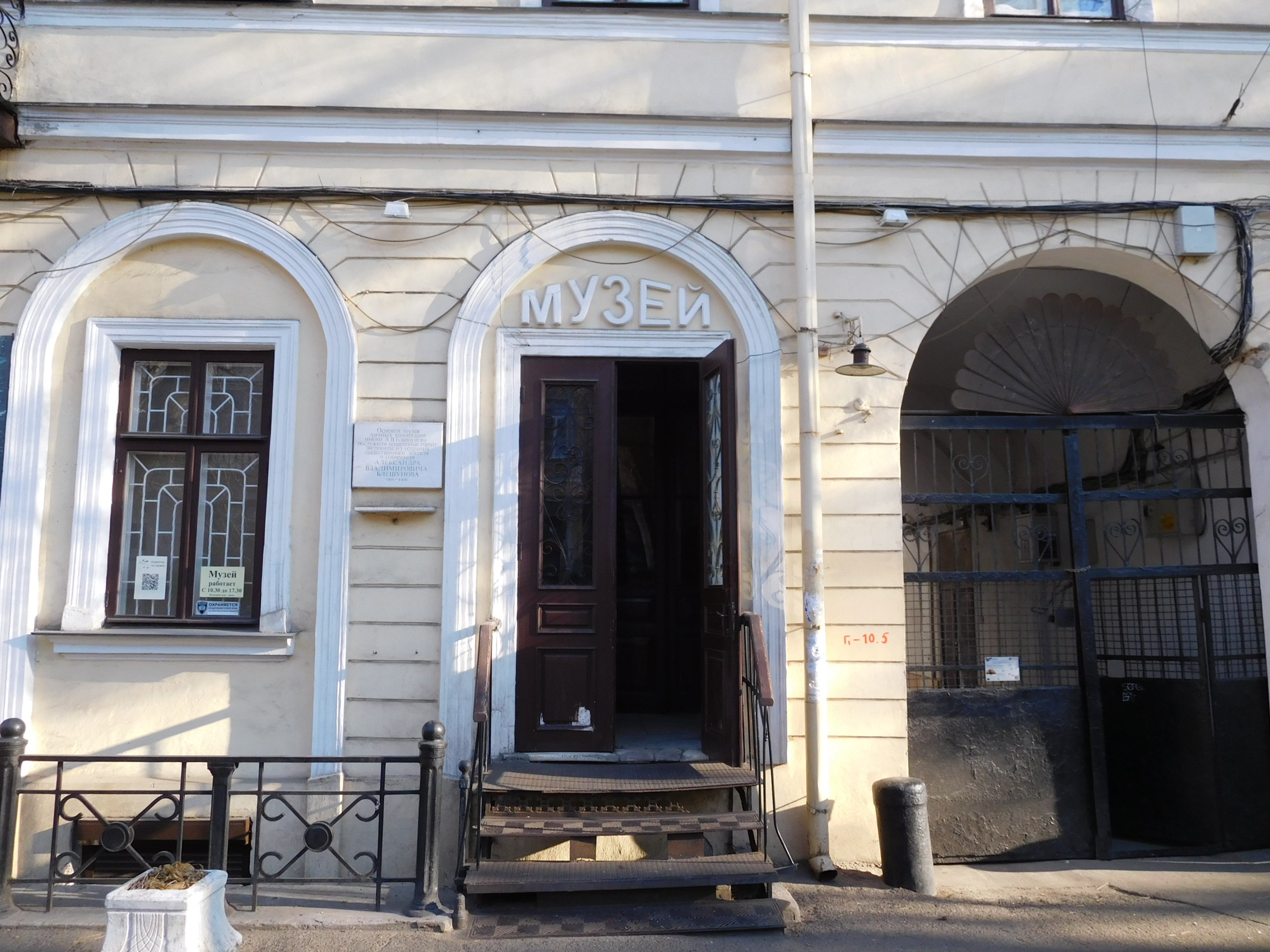
Музей частных коллекций

- Дом 12 — Ломбард (1904—1905, арх. В. И. Прохаска)
- Дом 19 — Музей частных коллекций имени А. В. Блещунова[2]